# Tuligłowy (gromada)
Tuligłowy – dawna gromada, czyli najmniejsza jednostka podziału terytorialnego Polskiej Rzeczypospolitej Ludowej w latach 1954–1972.
Gromady, z gromadzkimi radami narodowymi (GRN) jako organami władzy najniższego stopnia na wsi, funkcjonowały od reformy reorganizującej administrację wiejską przeprowadzonej jesienią 1954 do momentu ich zniesienia z dniem 1 stycznia 1973, tym samym wypierając organizację gminną w latach 1954–1972.
Gromadę Tuligłowy z siedzibą GRN w Tuligłowach utworzono – jako jedną z 8759 gromad na obszarze Polski – w powiecie jarosławskim w woj. rzeszowskim na mocy uchwały nr 21/54 WRN w Rzeszowie z dnia 5 października 1954. W skład jednostki weszły obszary dotychczasowych gromad Tuligłowy i Czelatyce ze zniesionej gminy Pruchnik w tymże powiecie. Dla gromady ustalono 20 członków gromadzkiej rady narodowej.
31 grudnia 1961 gromadę zniesiono, włączając jej obszar do gromad Węgierka (wieś Tuligłowy) i Rokietnica (wieś Czelatyce) w tymże powiecie.